# Séisme de 2009 à Sumatra
Le séisme de 2009 à Sumatra est un séisme qui s'est produit le 30 septembre à 17 heures 16 locale (10 heures 16 GMT) avec une magnitude 7,9. Son épicentre a été localisé dans l'océan Indien à 60 km au sud-ouest de la ville de Padang, dans la province de Sumatra-Ouest, et son hypocentre à une profondeur de 81 km. 
Selon un responsable de l'agence de géophysique[Laquelle ?], des bâtiments, dont des immeubles, ont été détruits dans la ville indonésienne de Padang et ses environs à la suite. Le séisme provoque la morts d'au moins 1100 personnes. Le Centre d'alerte des tsunamis du Pacifique a lancé une alerte au tsunami pour l'Indonésie, la Malaisie, l'Inde et la Thaïlande. 